# Velum (Wolke)
Velum (vel) (lat. velum „Schiffsegel, Zeltbahn“) ist eine Begleitwolke in Schleierform von großer horizontaler Erstreckung unmittelbar oberhalb oder am Oberteil einer oder mehrerer cumulus-artiger Wolken, von denen sie oft durchstoßen wird. Velum kommt ausschließlich bei Cumulus und Cumulonimbus vor.